# Collo (Algeria)
Collo è un comune dell'Algeria, situato nella provincia di Skikda.